# خوسيه كارلوس برناردو
خوسيه كارلوس برناردو (بالبرتغالية: José Carlos Bernardo‏) هو لاعب كرة قدم برازيلي في مركز الوسط، ولد في 28 أبريل 1945 في جويز دي فورا في البرازيل، وتوفي في 12 يونيو 2018 في بيلو هوريزونتي في البرازيل. شارك مع منتخب البرازيل لكرة القدم. أما مع النوادي، فقد لعب مع بوتافوغو ريغاتاس ونادي باهيا ونادي غواراني ونادي كروزيرو.

## وصلات خارجية
- خوسيه كارلوس برناردو على موقع الاتحاد الأوربي (الإنجليزية)
- خوسيه كارلوس برناردو على موقع قاعدة بيانات كرة القدم.إي يو (الإنجليزية)
- خوسيه كارلوس برناردو على موقع ناشيونال فوتبول تيمز (الإنجليزية)